# Primærerhverv
Primære erhverv er erhverv, hvor man frembringer råstoffer fra naturen uden at forarbejde dem. Som eksempler på erhvervsområder kan nævnes landbrug, fiskeri, minedrift, skovbrug osv. Produktionen bringes enten til forbrugeren eller til videre forarbejdning hos andre virksomheder.
I den vestlige verden udgør de primære erhverv en lille del af den samlede arbejdsstyrke. I Danmark beskæftigede de 2,9 % af den samlede beskæftigelse i 2010. Samtidig stod de for 4,6 % af Danmarks bruttoværditilvækst - heraf stod råstofudvindingen, primært fra Nordsøen, alene for 3,4 %, mens landbrug, gartneri og skovbrug stod for 1 % og fiskeriet for 0,2 %.
I 1950 var der næsten 600.000 beskæftiget i de primære erhverv i Danmark, men i 2006 var der kun 100.000.
Dette skyldes ikke, at der er mindre brug for de primære erhverv, blot at langt mere af arbejdet bliver udført af maskiner, og derfor er det ikke nødvendigt med nær så mange arbejdere.